# Hemitrichapion

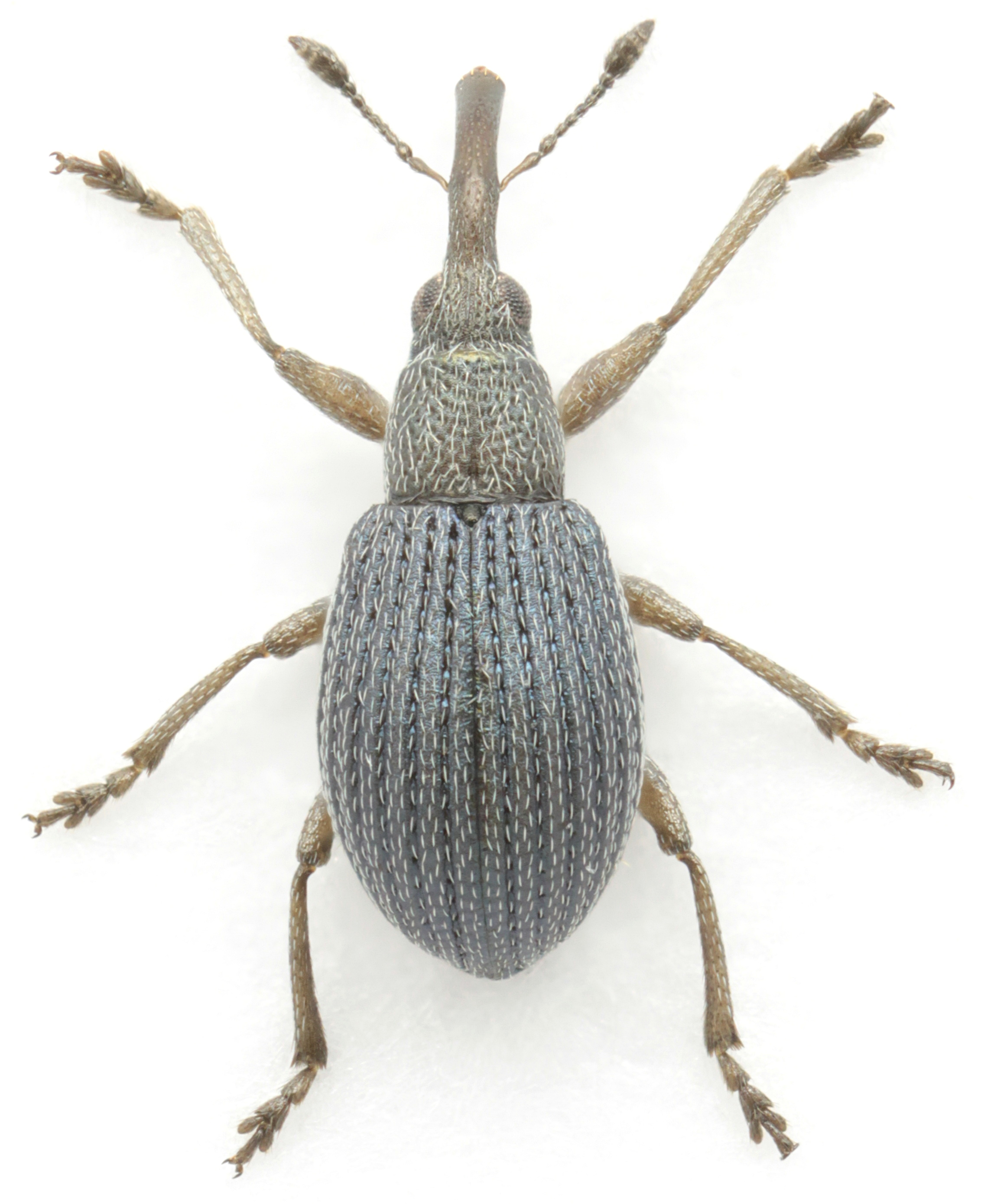
Hemitrichapion waltoni

Hemitrichapion – rodzaj chrząszczy z rodziny pędrusiowatych i podrodziny Apioninae. Obejmuje ponad 30 opisanych gatunków.

## Morfologia
Chrząszcze o ciele długości od 1,7 do 3,1 mm. Ubarwienie mają metaliczne do czarnego. Oskórek jest porośnięty włoskami (włosowatymi łuskami), które to zazwyczaj tworzą zagęszczenia (łatki) pod oczami, na przedpiersiu, przednich biodrach, mezopleurach, bokach śródpiersia, metapleurach i bokach zapiersia.
Głowę cechują: okrągłe do nieco wydłużonych i średnio do silnie wypukłych oczy, niskie do przeciętnie wysokich listewki podoczne nieprzekraczające przednich ⅓ oczu oraz płaskie do lekko sklepionego czoło z dwoma, trzema lub czterema pośrodkowymi rowkami niepunktowanymi i nagimi oraz dwoma rowkami bocznymi punktowanymi i owłosionymi. Ryjek jest zakrzywiony, u samca od 1,2 do 1,5 razy dłuższy niż przedplecze, a u samicy od 1,5 do 2 razy dłuższy niż przedplecze, cieńszy niż u samca. Czułki zwieńczone są owalną do wrzecionowatej buławką o długości od 2,2 do 3 razy większej niż jej szerokość.
Przedplecze bywa poprzecznie prostokątne, prawie kwadratowe lub niemal stożkowate, boki ma pośrodku zaokrąglone i stamtąd średnio ku przodowi zbieżne, tylną krawędź prostą do lekko ku tarczce wysuniętej, a powierzchnię głęboko punktowaną i zaopatrzoną w bruzdowaty i długi, czasem aż przedniej jego połowy sięgający dołek przedtarczkowy. Tarczka miewa różny kształt. Podługowato-owalne, najszersze w połowie pokrywy mają wykształcone barki, dwukrotnie szersze od rzędów międzyrzędy i po dwie szczecinki wyspecjalizowane, jedną w tylnej ⅓ międzyrzędu siódmego, a drugą w końcu międzyrzędu dziewiątego. Biodra środkowej pary są wąsko rozstawione. Wyrostek śródpiersia jest wąsko-trójkątny i owłosiony, a wyrostek zapiersia silniej wyniesiony, czasem guzkowaty. Odnóża są przeciętnie wydłużone, o pazurkach stóp zaopatrzonych w ząbek nasadowy.
Odwłok ma pierwszy z widocznych sternitów od 1,4 do 1,7 raza dłuższy niż następny; oba są przeciętnie sklepione. Piąty z widocznych sternitów jest na tylnej krawędzi zaokrąglony u samicy i ścięty u samca. Genitalia samca cechuje tegmen o średnio wydłużonych płatach parameroidalnych co najmniej do połowy, a czasem aż do podstawy rozdzielonych wcięciem pośrodkowym, poprzecznych lub zakrzywionych okienkach oraz wydatnym prostegium. Środkowy płat edeagusa (prącie) w widoku grzbietowym ma boki umiarkowanie zbiegające się do wysokości ostium, a dalej zabiegające się silniej ku szczytowi, natomiast w nasadowej części endofallusa zawsze obecny jest umiarkowanie wykształcony fałd wzmacniający. 

## Ekologia i występowanie
Zarówno larwy, jak i postacie dorosłe są fitofagami bobowatych. Endofagiczne larwy przechodzą rozwój w pąkach kwiatowych lub kwiatostanach i mogą indukować powstawanie galasów.
Rodzaj palearktyczny. W Europie stwierdzono 11 gatunków, z czego w Polsce tylko dwa, H. pavidum i H. refelxum. Sześć gatunków liczy fauna Afryki Północnej.

## Taksonomia
Takson ten wprowadzony został w 1959 roku przez Eduarda Vossa na łamach „Entomologische Blatter” w randze podrodzaju w obrębie rodzaju Apion. Gatunkiem typowym autor ów wyznaczył Apion plicatum. Wcześniej, w 1932 roku Hans Wagner w publikacji współautorstwa Alberta Winklera niektóre zaliczane doń gatunki umieścił w nowym podrodzaju Metatrichapion, nie podał jednak jego diagnozy czy opisu i stąd nazwa ta stanowi nomen nudum. W 1990 roku Miguel A. Alonso-Zarazaga wyniósł omawiany takson do rangi osobnego rodzaju oraz wprowadził jego podział na cztery podrodzaje. Kolejny podrodzaj wprowadzony został w 2001 roku i współcześnie wyróżnia się ich pięć:
- Hemitrichapion (Dimesomyops) Alonso-Zarazaga, 1990
- Hemitrichapion (Hemitrichapion) Voss, 1959
- Hemitrichapion (Lotapion) Alonso-Zarazaga, 1990
- Hemitrichapion (Microtinocyba) Legalov, 2001
- Hemitrichapion (Tinocyba) Alonso-Zarazaga, 1990

Do rodzaju zalicza się ponad 30 opisanych gatunków.